# Drosera pycnoblasta
Drosera pycnoblasta ist eine fleischfressende Pflanze aus der Gattung Sonnentau (Drosera). Sie gehört zur Gruppe der sogenannten Zwergsonnentaue und ist im südwestlichen Australien heimisch.

## Beschreibung
Drosera pycnoblasta ist eine mehrjährige, krautige Pflanze. Diese bildet eine kompakte, rosettenförmige Knospe aus horizontalen Blättern mit einem Durchmesser von etwa 1,5 cm. Die Sprossachse ist 1 cm lang und nur mit wenigen oder gar keinen welken Blättern der Vorsaison bedeckt.
Die Knospe der Nebenblätter ist breit verkehrt eiförmig, 4 mm lang und 5 mm im Durchmesser an der Basis. Die Nebenblätter selbst sind 3,5 mm lang, 2,5 mm breit und dreilappig. Der mittlere Lappen ist glatt und nur die Spitze minimal gezahnt. Die Ränder der äußeren Lappen sind glatt, die Spitzen minimal gezähnt und genau so lang, wie der mittlere Lappen.
Die Blattspreiten sind kreisrund und 2 mm im Durchmesser. Die längeren Tentakeldrüsen befinden sich am Rand, kürzere in Inneren. Auf der Unterseite befinden sich wenige Drüsen. Die Blattstiele sind bis zu 6 mm lang, am Ansatz 0,5 mm, erweitern sich sofort auf 1,3 mm und verjüngen sich auf 0,5 mm an der Blattspreite. Sie sind halb lanzettlich, mit einem leichten Kiel auf der Unterseite entlang des Blattstieles und komplett mit einigen winzigen Drüsen besetzt.
Blütezeit ist Oktober bis November. Die ein bis zwei Blütenstände sind 9 cm lang, in der unteren Sektion sparsam mit Drüsen besetzt. Am oberen Ende befinden sich etwas mehr Drüsen. Der Blütenstand ist ein Wickel aus 8 Blüten an rund 2,5 mm langen Blütenstielen. Die elliptischen Kelchblätter sind 2 mm lang und 1,1 bis 1,5 mm breit. Die Ränder sind ganzrandig, die Spitzen abgebrochen und leicht gezahnt. Die gesamte Oberfläche ist mit zylindrischen, rotköpfigen Drüsen besetzt. Die Kronblätter sind weiß, selten auch blassrosa mit einem rötlichen Fleck nahe der Basis und rosa geädert. Sie sind verkehrt eiförmig, 5 mm lang und 3 mm breit.
Die fünf Staubblätter sind 1,8 mm lang. Die Staubfäden sind grünlich-weiß, die Staubbeutel weiß und die Pollen gelb. Der grüne Fruchtknoten ist kreiselförmig, 0,8 mm lang und 1 mm im Durchmesser. Die 3 weißen, horizontal gestreckten Griffel sind 0,5 mm lang und 0,2 mm im Durchmesser. Die Narben sind weiß. Die Griffel-Narben Sektion ist insgesamt 2,5 mm lang, 0,2 mm im Durchmesser und verjüngt sich abrupt auf den letzten 0,5 mm an der Spitze.
Typisch für Zwergsonnentaue ist die Bildung von Brutschuppen: Die breit eiförmigen, 0,5 mm dicken Brutschuppen werden gegen Ende November bis Anfang Dezember in großer Zahl gebildet und haben eine Länge von ca. 0,9 mm und eine Breite von 0,8 mm.

Verbreitung von Drosera pycnoblasta in Australien

## Verbreitung, Habitat und Status
Drosera pycnoblasta kommt nur auf einer kleinen Fläche im äußersten Südwesten Australiens vor. Die Pflanze gedeiht dort auf weißem kieselsäurehaltigen Sand und gelben Sandböden in niedrigem offenen Heideland.
Bekannte Populationen befinden sich bei Pingelly, Tammin und Goomalling.
Drosera pycnoblasta unterscheidet sich von allen anderen Arten durch die glatte, weiße, glänzende und kugelförmige Knospe aus Nebenblättern.

## Systematik
Der Name „pycnoblasta“ verweist auf die dichte Knospe aus Nebenblättern („pycno“ = dicht).